# TGV POS

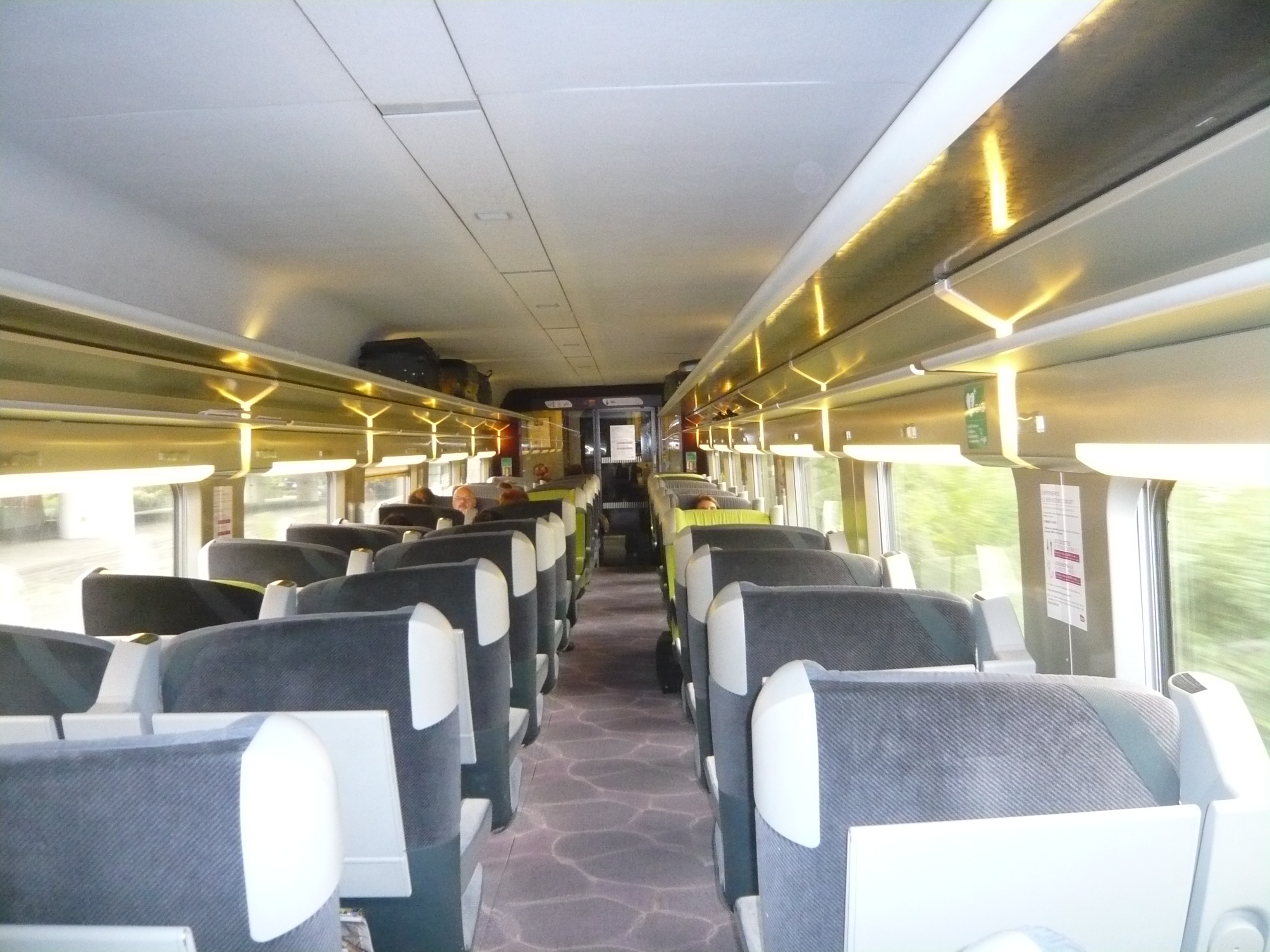
Első osztály

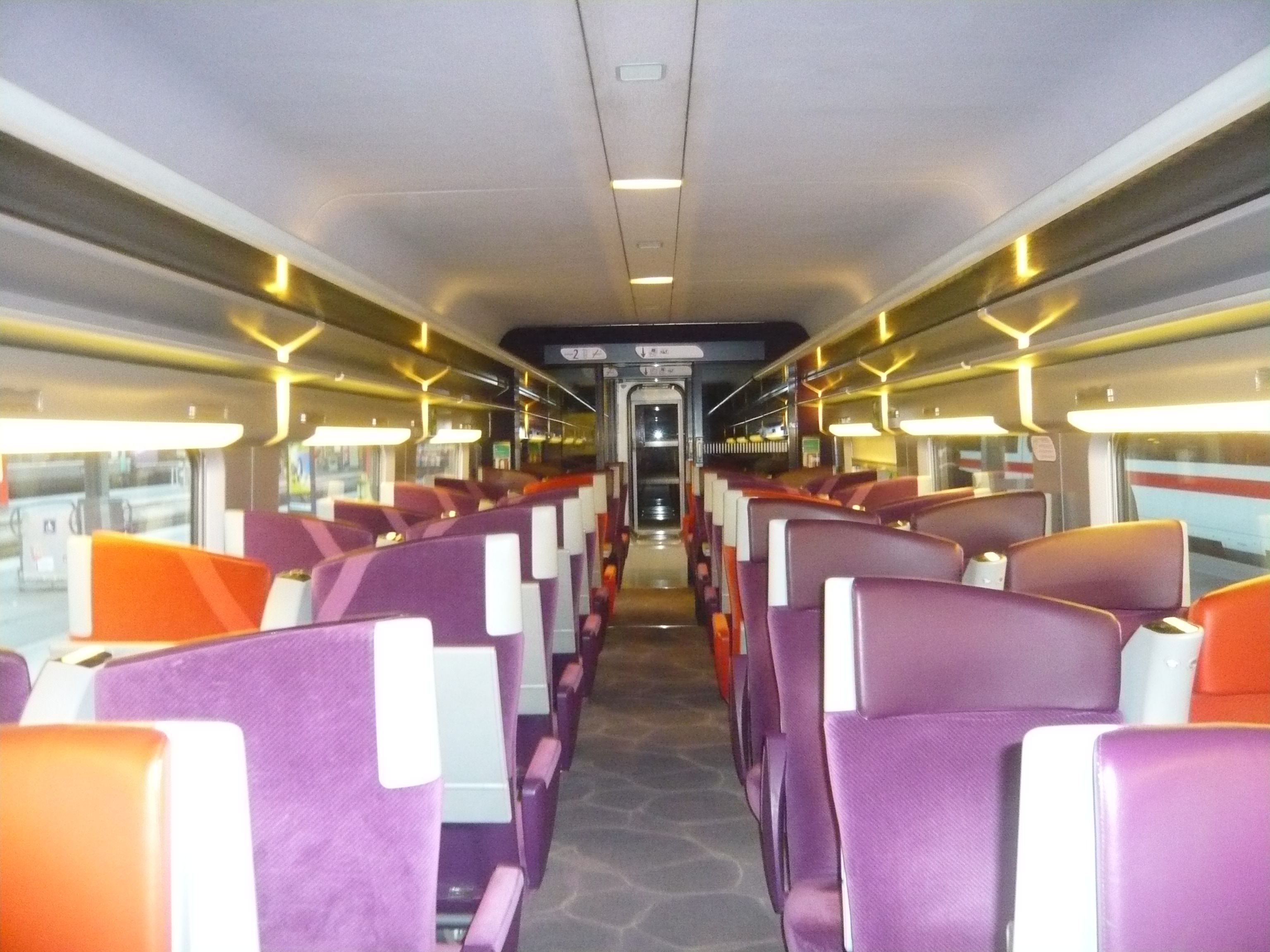
Másodosztály

Az SNCF TGV POS az Alstom cég TGV-szerelvénye. A legújabb TGV-vonalon közlekedik. Neve a német Paris–Ostfrankreich–Süddeutschland (Párizs–Kelet-Franciaország–Dél-Németország) rövidítése.

## Technikai információk
Mindegyik TGV POS szerelvény 383 tonna, és a 4400-as sorozatba tartozik. A színterv ugyanaz mint a TGV Réseau-é: ezüst és kék.
Mindegyik szerelvény nyolc létező TGV Réseau betétkocsiból és két 9,6 MW maximális kimenő teljesítménnyel rendelkező új hajtófejből áll. A vonat így 360 km/h maximális sebesség elérésére képes 25 kV váltakozó áramú hálózaton. A TGV Réseau hajtófejek, amik így felszabadultak, az új TGV Duplex kocsikkal fognak szerelvényt alkotni, hogy létrehozzák a TGV Duplex–TGV Réseau hibrid szerelvényeket. Erre azért volt szükség, mert az SNCF arra számít, hogy az utasforgalom az LGV Esten kisebb lesz, mint a nagyon zsúfolt LGV Sud-Est és LGV Nord vonalakon.

## Világrekord
A TGV POS 4402 pályaszámú motorvonat 2007 április 3-án új gyorsasági világrekordot állított fel, hagyományos vasúti síneken: 574,8 km/h (357,2 mérföld/óra) sebességet ért el.
Több mint 600 érzékelőt építettek be a motorok és a kocsik különböző részein. A vasúti szerelvény nagyobb kerekeket kapott, a felsővezeték-feszültséget pedig a standard 25 kV-ról 31 kV-ra növelték.
A TGV-POS betétkocsik nem újak, hanem az Atlantique vonalról kivont és felújított kocsik. Az Atlantique vonal Duplex kocsikat kap a korábbi vonófejekhez, amire a magas utasszám és a pálya 2013-ra elkészült, Bordeaux-ig tartó meghosszabbítása miatt volt szükség. Ezeket a szerelvényeket a vasútbarátok „hibrid TGV”-nek is nevezik.
A V150 programot azért hozták létre, hogy továbbfejlesszék a nagy sebességű vasúti közlekedést. Az igen nagy sebességű közlekedés fejlesztési programja szereplőinek közös célja az 540 km/h, azaz 150 m/s sebesség elérése volt. Innen ered a rekordkísérleti vonat „V150” elnevezése. (Az addigi legnagyobb vasúti sebesség rekordját a TGV Atlantique vonal 325-ös számú szerelvénye állította fel 1990. május 18-án, amikor elérte az 515,3 km/h sebességet.)
A sebességrekord sikerének érdekében az Alstom, az RFF, valamint az SNCF szakemberei szükségesnek látták megvizsgálni és ellenőrizni:
- a legmegfelelőbb jellemzőkkel rendelkező új, kelet-franciaországi LGV-vonalszakaszt;
- a rekord eléréséhez szükséges teljesítményt és az annak eléréséhez szükséges műszaki eszközöket.

A program megvalósíthatóságának ellenőrzését követően a program optimális megvalósítása érdekében kiválasztották a megfelelő LGV-vonalszakaszt: a kelet-franciaországi „Ligne à Grande Vitesse” (LGV1) nagysebességű vasútvonal 250-es és 170-es kilométerszelvények közötti, kelet-nyugati irányban elhelyezkedő részét jelölték ki – ezen a szakaszon a pálya profiljának (geometriai kialakításának) köszönhetően igen nagy sebesség érhető el –; emellett megállapodtak az alkalmazandó vasúti szerelvény típusában.
Meghatározták a programban alkalmazandó, az Alstom által épített, igen nagy sebességű járművek számát és típusait is, hogy teszteljék azok kulcsfontosságú és kritikus szerkezeti egységeit. A kísérleti vonatszerelvény a következő egységekből állt:
- 2 db TGV2 POS3 vonófej,
- 3 db TGV emeletes („Duplex”) kocsi,
- alatta az új egyszintes vonat, az AGV4 (Automatic Grande Vitesse) hajtott forgóváza.

A kísérleti vonategység összesen 19,6 MW vontatási teljesítményre leadására képes.
Annak érdekében, hogy a szerelvény elérje a 150 m/s sebességet, a tervezőknek komoly erőfeszítéseket kellett tenniük az aerodinamika és a teljesítmény javítása érdekében. Az volt a cél, hogy a világon egyedülálló eredményt érjenek el, azáltal hogy a lehető legtöbbet hozzák ki egy részben emeletes vonatból. A már meglévő összetevőket felhasználva összesen 14 hónapra volt szükség ahhoz, hogy befejezzék a különleges V150 gyártását. Ez a vasúti szerelvény széria elemeket használ fel: a TGV POS vontatójárművek az új, kelet-franciaországi LGV vasúti forgalomra készültek, a TGV Duplex emeletes kocsik pedig azonosak a TGV Duplex nyolckocsis vonatszerelvényében közlekedő kocsikkal.
Ez az ötegységes vonat optimális tömeg/teljesítmény-arányt biztosított, egyben elegendő helyet egy fedélzeti járműkísérleti laboratórium, valamint a kísérleti menet személyzete és a meghívott vendégek számára.

### A járművek felkészítése
Módosításokat hajtottak végre a széria elemeken, hogy lehetővé tegyék a 150 m/s határérték elérését, sőt túl is léphessék azt. 920 mm-ről 1092 mm-re növelték a kerékátmérőt, míg a motorok fordulatszámát korlátozták. A járműtestből kiálló részek eltávolításával 15%-kal csökkentették a menetellenállást: áramvonalasították a tetőszerkezet berendezéseit és a járműszekrények külső felületét, továbbá gumitakarókat helyeztek fel a kocsik közé annak érdekében, hogy a vonat külső felületét elejétől a végéig simává tegyék. Ezek az intézkedések azért különösen fontosak, mivel nagyon nagy sebességnél a jármű-menetellenállásnak már a 95%-a aerodinamikai eredetű.
Hátra volt még a sikeres rekordhoz szükséges és elégséges vontatási teljesítmény beépítése. A kísérleti vasúti szerelvényben két vontatási technológia egyidejű alkalmazásáról döntöttek:
- a POS vontatójárművek forgóvázaiban aszinkron motorok kerültek beépítésre,
- az Alstom jelenleg kifejlesztés alatt álló, negyedik generációs nagyon nagy sebességű vonatainak állandó mágneses szinkronmotorjának felhasználásával pedig a teljesítmény elosztását biztosították AGV („Automotrice Grande Vitesse”) forgóvázakban.

A vonat összesen 6 hajtott forgóvázzal készült: 2-2 db a vonat elején és végén, a vontatójárművek alatt, 2 db AGV forgóváz pedig egy közbenső kocsi alá lett beépítve. A POS vontatójárművek aszinkron motorjainak egyenként leadott teljesítményét 1.950 kW-ra növelték – ez 68%-kal nagyobb, mint a szériamotoroké – az AGV forgóvázak szinkronmotorjaiét pedig 1.000 kW-ra növelték – ez 40%-kal több, mint a jövőbeni szériamotoroké. A vonat kimenő teljesítménye összességében 19,6 megawatt, azaz több mint 25 000 lóerő lett. (Egy hagyományos TGV vonat 9,3 MW, azaz 12 500 LE teljesítmény leadására képes.)
A V150 vonatszerelvény fejlesztését és összeszerelését 60 fő kb. 100 000 munkaóra ráfordításával végezte el.
A V150 kísérleti járművek fejlesztési és gyártási munkái hat helyen folytak:
- La Rochelle-ben a tervezést és szerelést végezték,
- Belfort-ban a POS vonófejek átalakítását,
- Reichshoffenben az emeletes kocsikét,
- Le Creusot-ban a forgóvázak munkáit látták el,
- Ornans-ban és a Tarbes-ban a vontatómotorok készültek,
- Villeurbanne-ban pedig az elektromos rendszerek felkészítése folyt.

Az Alstom belfort-i gyára által 2006 júliusában elkészített két TGV POS vonófejet az SNCF bischheimi járműkarbantartó és alkatrészgyártó telephelyére szállították, ahol 60 mérnök, technikus és szakmunkás dolgozott azon, hogy a V150-programnak megfelelően felkészítsék azokat. A TGV POS vonófejek átalakítását az SNCF technikusai végezték el. A munka közbenső állomásai az SNCF Le Mans-i központja és a Vuitry sur Seine-ben található vasúti vizsgálati ügynökség telephelye volt, többhetes tesztelések formájában.
A vontatójárműveken végzett munkálatok befejezését követően a két TGV POS járművet az Alstom cég aytréi műhelyébe szállították, ahol az Alstom új (AGV-technológiával készült) forgóvázaival felszerelt, 1. osztályú büfékocsival és vizsgáló laboratóriummá átalakított kocsival egészítették ki azokat. Így lett teljes a V150 szerelvény. A 106 méter hosszú és 268 tonna tömegű vonatot 2006. december 19-én továbbították az SNCF vonatszerelvények karbantartásáért is felelős pantin-bobigny-i „Technicentre Est” központjába.
A V150 kulcseleme a fedélzeti vizsgáló laboratórium, amelynek alapjául egy 2. osztályú emeletes kocsi szolgált. Ennek mindkét szintjét önálló laboratóriumnak alakították át. Az alsó szinten az Alstom műszereit helyezték el, a felső szinten pedig az SNCF saját vasúti vizsgáló intézetének berendezéseit.
Ez a laboratórium felügyelte a kísérleti futások során a vonat biztonsági elemeit, végezte az adatgyűjtést a fedélzetre telepített mintegy 600 érzékelő segítségével.
Az ellenőrzött funkciók és az adatgyűjtés kiterjedt:
- az áramszedő áramfelvételére, a hajtáslánc elemeinek üzemi hőmérsékletének és az energiaátviteli rendszernek az ellenőrzésére,
- a fékezési teljesítmény, valamint a sín-kerék kapcsolat ellenőrzésére,
- a futásdinamikai jellemzőkre, a siklás-biztonságra.

A laboratóriumi kocsiban a tesztfutások és a sebességrekord-kísérlet alatt 40 technikus és mérnök dolgozott annak érdekében, hogy teljes körűen és biztonsággal felügyeljék a tesztfutások zavartalan lebonyolítását.

## Különleges formaterv a kivételes eseményhez
A nagyon nagy sebességű vasúti közlekedés-fejlesztési program alapvető image hordozója, a V150 vonatszerelvény az esemény fontosságának megfelelő dizájnt követelt.
A sebességrekord kísérletben használt vonatszerelvény borításának ötletét Roger Tallon, a legelső sorozatú TGV-k híres francia tervezőjének szavaiból merítettük: „A fém az, ami átrepül a téren. Ha a hamarosan 400 km/h sebességet meghaladó rekordokkal repülünk el a természet mellett, akkor bármelyik szín túlságosan elütő lenne. Az ezüst fogja át az összes színt…”
Húsz évvel később, egy új sebesség határ áttörésekor, a V150 vonatszerelvény hűséges maradt ehhez a jelképhez, borítása a fekete háttéren egy „króm sugárhoz” hasonlítható. Ez a merész króm valamint a fekete társítása a legmodernebb technológia, a hatalmas teljesítmény és az abszolút sebesség világát idézi az ember képzeletébe. A szerelvény hosszát megnyújtani látszó „króm sugár" mozgása szimbolizálja az adott technológiai kihívásnak történő megfeleléshez felhasznált összes emberi energiát.

## Vonalak, melyen a TGV POS közlekedik

### Alleo
- Párizs – Frankfurt
- Párizs – Stuttgart (- München)

### Lyria
- Párizs – Bázel – Zürich